# Datong (cheval)
Pour les articles homonymes, voir Datong (homonymie).
Le Datong (chinois simplifié : 大通马 ; chinois traditionnel : 大通馬 ; pinyin : Dàtōng mǎ) est une race de poneys originaire du Nord de la province de Qinghai, en Chine. Il est surtout connu pour sa relation avec le célèbre cheval dragon de la biographie de Zhou Muwang, qui le tenait en très grande estime. Le Datong est un poney solide, parfaitement adapté à la vie en altitude. Comme pour de nombreuses autres races de chevaux chinoises, sa population est en déclin. 

## Histoire

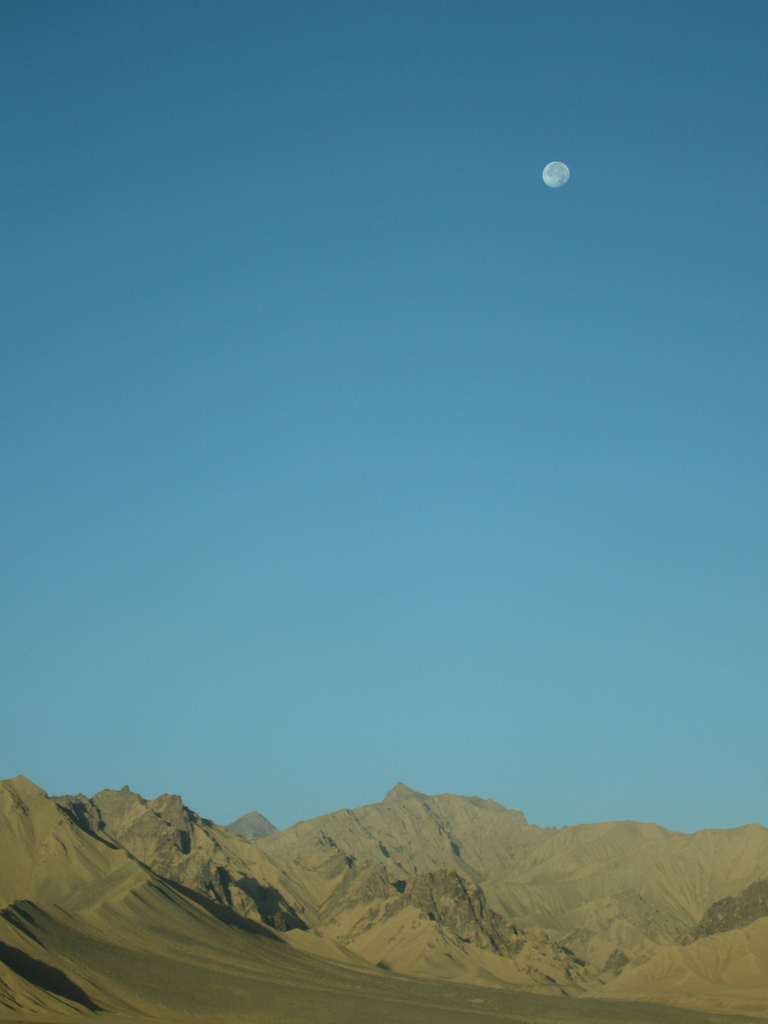
Paysages de la préfecture autonome mongole et tibétaine de Haixi, dans la zone d'élevage de la race Datong

L'origine du Datong pourrait remonter à plus de 4 000 ans. La race provient d'un biotope situé en altitude, à environ 2 400 m, autour du bassin de drainage de la Datong, dans le Nord de la province de Qinghai. Au XIXe siècle, des chevaux de race Hequ sont importés depuis le Sud du Qinghai vers le Nord de cette même province, afin d'être croisés avec le Datong pour améliorer celui-ci. Cela a accru la taille de la race. À partir de 1934, certains Datong sont croisés pour donner la race Shandan. La FAO répertorie 60 000 animaux de race Datong en 1980.

### Relation avec le «cheval-dragon»
Cette race est célèbre en Chine et dans le reste du monde pour sa relation avec le fameux « cheval dragon » mentionné dans la biographie de Zhou Muwang, entre - 982 et - 1023. Le cheval dragon est un animal possédant de grands pouvoirs et une exceptionnelle endurance, qui apparaît soudainement durant le règne de Mu. L'art chinois et les chroniques contiennent de nombreuses références aux huit chevaux du roi Mu, capables de parcourir 1 000 li par jour, soit 400 km quotidiennement. Il s'agit d'une figure de langage pour désigner des chevaux à l'endurance exceptionnelle, capables de voyager longtemps sans fatigue. Le cheval dragon a pour caractéristique de petites protubérances osseuses sur la tête, juste au-dessus des yeux, qui pourraient passer pour de petites cornes.
Ces chevaux sont considérés comme sacrés à la cour de l'Empereur, qui les voit comme des cadeaux du ciel. On retrouve une mention du cheval dragon dans un livre de bambou sous la dynastie Sui. Il parle de la capture de juments de la race des chevaux dragons dans le Qinghai. Au fil du temps, les références au cheval dragon auraient été oubliées, et les éleveurs auraient éliminé les chevaux qui présentent des protubérances osseuses, considérant qu'il s'agit d'une anomalie. La relation entre le Datong et le cheval dragon est un sujet controversé, en Chine comme dans le reste du monde, de nombreux spécialistes estimant que les chevaux cornus ne sont qu'un mythe.

## Description
Selon Bonnie Lou Hendricks, de l'université d'Oklahoma, la taille moyenne varie entre 1,24 m et 1,35 m, mais les meilleurs sujets de la race dépassent cette taille. La FAO donne une moyenne de 1,26 m pour les femelles et 1,31 m pour les mâles, le poids moyen étant respectivement de 271 et 321 kg. Le poids moyen des femelles à la naissance est de 38 kg.
On distingue deux types, un léger et un lourd. C'est un poney d'allure grossière et compacte, très solide et doté d'une bonne musculature. Le dos est long, mais l'ensemble est harmonieux. La tête est lourde, de longueur moyenne, bien large au niveau des joues, avec un profil rectiligne ou « de rhinocéros ». Les oreilles sont de longueur moyenne, les naseaux bien ouverts. L'encolure est courte, épaisse et musclée, pas très bien reliée au garrot, lui-même assez plat. La poitrine est profonde, les côtes sont bien arrondies, l'abdomen allongé. La croupe est courte et inclinée. Les jambes, de longueur moyenne, sont recouvertes de fanons sur toute la longueur du canon. Les articulations et les sabots sont très robustes. Les jarrets sont légèrement clos. La crinière et la queue sont épaisses et abondantes.
Le Datong de type léger présente une tête plus sèche, des membres plus allongés, et un canon plus raffiné que le type lourd, il est réputé solide est vif. Le tempérament du Datong est considéré comme bon. Des trotteurs et des ambleurs peuvent être trouvés chez la race. Le Datong est également réputé pour son endurance exceptionnelle, particulièrement en haute altitude, jusqu'à 3 500 m.
La robe est baie, alezane, noire, ou quelquefois grise ou encore plus rarement, tachetée. Les marques blanches sont possibles sur la tête et les membres inférieurs.
Les études génétiques ont permis de déterminer l'appartenance de cette race au groupe des chevaux du Qinghai et du plateau du Tibet, dont le Datong fait partie avec le Hequ, le Chaidamu et le Yushu,.

## Utilisations
Le Datong est employé pour le travail agricole, surtout bâté. Il est aussi élevé pour sa viande.

## Diffusion de l'élevage
Il fait partie des races de chevaux natives de la Chine, provenant plus précisément du Nord du Qinghai. En 2005, le nombre de poneys Datong est situé dans une fourchette entre 20 000 et 23 024 têtes. D'après l'évaluation de la FAO réalisée en 2007, ce cheval n'était pas menacé d'extinction. Le niveau de menace est désormais (2019) indiqué comme inconnu sur DAD-IS.